# New English Library
A New English Library foi uma editora de livros do Reino Unido, que se tornou uma marca da Hodder Headline.

## História
A New English Library (NEL) foi criada em 1961 pela Times Mirror Company de Los Angeles, com a aquisição de duas pequenas empresas britânicas de livros de bolso, Ace Books Ltd e Four Square Books Ltd, como um complemento à aquisição em 1960 da New American Library nos Estados Unidos. O best-seller da NEL na década de 1960 foi The Carpetbaggers de Harold Robbins.
A marca foi vendida em 1981 para a Hodder & Stoughton.